# Каско, Эдди
Эдвард Майкл Каско (англ. Edward Michael Kasko, 27 июня 1931, Элизабет, Нью-Джерси — 24 июня 2020, Ричмонд, Виргиния) — американский бейсболист и тренер. Играл на позициях шортстопа и игрока третьей базы. В Главной лиге бейсбола выступал с 1957 по 1966 год. Участник Матча всех звёзд лиги 1961 года. С 1970 по 1973 год был главным тренером клуба «Бостон Ред Сокс». С 2010 года входит в Зал славы «Ред Сокс».

## Биография

### Ранние годы и начало карьеры
Эдди Каско родился 27 июня 1931 года в больнице города Элизабет в Нью-Джерси. Его детство прошло в Линдене, там же он окончил школу. Во время учёбы Каско начал играть в бейсбол, был капитаном команды. Также он играл за команду Американского легиона и в местных полупрофессиональных лигах. В начале 1949 года Эдди подписал контракт с клубом «Нью-Йорк Джайентс», но был отчислен после окончания предсезонных сборов. В августе того же года он заключил соглашение с командой «Балтимор Ориолс», выступавшей в Международной лиге уровня AAA. В её составе он дебютировал в профессиональном бейсболе. 
Сезон 1950 года Каско отыграл в команде «Саффолк Губерс» в Виргинской лиге. В 117 сыгранных матчах его показатель отбивания составил 25,1 %. По надёжности игры в защите Эдди стал лучшим игроком второй базы в лиге. Также он принял участие в Матче всех звёзд лиги. В 1951 году он выступал за «Скенектади Блю Джейс», фарм-клуб «Филадельфии» в Восточной лиге. В 140 сыгранных матчах Каско отбивал с показателем 24,6 %.

### Служба в армии
В феврале 1952 года Эдди был призван на военную службу. Он был назначен инструктором в инженерные войска и проходил её на военной базе Форт-Леонард Вуд в штате Миссури, дослужился до звания капрала. Каско играл за бейсбольную команду базы, занявшую второе место в национальном турнире полупрофессионалов 1952 года и выигравшую этот же турнир в 1953 году. Он демобилизовался в феврале 1954 года.

### Возобновление карьеры
Перед началом сезона 1954 года «Ориолс» переехали из Балтимора в Ричмонд и стали называться «Виргинианс». Каско стал игроком новой команды и отыграл за неё сезоны 1954 и 1955 годов. В составе «Виргинианс» он начал выходить на месте шортстопа. В 1954 году Эдди отбивал с эффективностью 23,8 %, в следующем сезоне этот показатель вырос до 26,7 %. Также он отличался уверенностью в игре в защите. Межсезонья Каско, как и многие другие бейсболисты, проводил на другой работе — продавал автомобили и ювелирные изделия.

### Главная лига бейсбола
В октябре 1955 года «Ричмонд» продал Каско в «Сент-Луис Кардиналс». Следующий сезон он провёл в Международной лиге в составе «Рочестер Ред Уингз», где отбивал с показателем 30,3 %. Весной 1957 года Эдди участвовал в предсезонных сборах с основным составом Кардиналс и в апреле дебютировал в Главной лиге бейсбола. Он занял место основного игрока третьей базы и сыграл в 134 матчах регулярного чемпионата. Его показатель отбивания по итогам сезона составил 27,3 %, он набрал 35 RBI. В 1958 году Каско выполнял роль универсального игрока инфилда, выходя на поле на разных позициях. Большую часть игр он провёл на месте шортстопа. Всего Эдди принял участие в 104 матчах. Его атакующая эффективность снизилась до 22,0 %. В октябре «Кардиналс» обменяли его в «Цинциннати Редс».

#### Цинциннати Редс
В «Редс» Каско продолжил играть на различных позициях в инфилде. В первые сезоны в новой команде количество заработанных ранов быстро росло. В 1958 году на его счету было всего 20 ранов, в 1959 году — 39, а в 1960 году — 56. Спортивные журналисты Цинциннати по итогам сезона 1960 года назвали Эдди самым ценным игроком команды. Особенно ему удались игры против «Кардиналс», в которых он набрал 13 RBI. Агентство Associated Press весной 1961 года отмечало, что Каско больше похож на бухгалтера, чем на профессионального спортсмена, но главный тренер команды Фред Хатчинсон считает его самым ценным игроком «Редс». 
В сезоне 1961 года Эдди вошёл в число участников Матча всех звёзд лиги. Цинциннати по итогам сезона выиграли чемпионат Национальной лиги, а затем уступили в Мировой серии «Нью-Йорк Янкис» со счётом 1:4. Каско в пяти матчах финала был лучшим бьющим своей команды. В последующие два сезона его роль в команде стала менее заметной. В 1963 году он сыграл всего в 76 матчах, в основном заменяя на третьей базе травмированного Джина Фриза. В январе 1964 года его обменяли в «Хьюстон».

#### Заключительный этап карьеры
В сезоне 1964 года в играх за «Кольт 45» Эдди отбивал с эффективностью 24,4 %. Перед стартом следующего чемпионата главный тренер команды Лум Харрис назначил его капитаном, первым в истории клуба. Второй сезон в составе Хьюстона сложился для Каско неудачно. Сначала он сломал палец на ноге, а позже получил разрыв связок колена. Из-за травм он смог сыграть всего в 60 матчах. Весной 1966 года место стартового шортстопа команды занял молодой Сонни Джексон, а Эдди обменяли в «Бостон Ред Сокс». Снова испытывая проблемы со здоровьем, он сыграл за команду в 58 матчах регулярного чемпионата. В октябре Каско покинул «Ред Сокс» и завершил игровую карьеру.

### Тренерская карьера
В 1967 году Эдди был назначен главным тренером «Торонто Мэйпл Лифс», фарм-клуба «Ред Сокс» в Международной лиге. Команда завершила чемпионат на шестом месте, одержав 64 победы при 75 поражениях. В октябре Каско был назван новым тренером «Луисвилл Колонелс», ещё одной команды Международной лиги, вошедшей в систему «Бостона». Там он отработал сезоны 1968 и 1969 годов. Во втором из них команда закончила чемпионат на втором месте. В конце сентября 1969 года главный тренер «Ред Сокс» Дик Уильямс был уволен. После окончания сезона Эдди стал его преемником, подписав двухлетний контракт.
В 1970 году Каско запомнился несколькими неожиданными перестановками. Звёздный аутфилдер Карл Ястржемский начал играть на первой базе, новые позиции получил ещё ряд игроков. В 1971 году «Ред Сокс» до начала августа претендовали на победу в лиге, но затем последовала серия неудачных игр. При этом руководство клуба было довольно работой Эдди и посещаемостью игр. С ним был подписан новый годичный контракт с повышением заработной платы. В 1972 году вместо запланированных 162 матчей «Ред Сокс» сыграли только 155. Отмена части игр была вызвана забастовкой игроков. Недостаточное количество игр стало одной из причин, по которым команда осталась на втором месте в дивизионе, уступив первенство «Детройту». В том сезоне лидерами команды стали питчер Луис Тьянт, за недоверие к которому Каско критиковали, и кэтчер Карлтон Фиск, признанный лучшим новичком года в Американской лиге.
В межсезонье Эдди продлил контракт с «Бостоном» ещё на два года. В 1973 году команда улучшила свой результат, одержав 89 побед при 73 поражениях, но снова финишировала второй после «Балтимора». Незадолго до окончания чемпионата генеральный менеджер клуба Дик О’Коннелл сообщил Каско о том, что он будет отправлен в отставку. За время своей работы он выиграл 53,9 % матчей. Уйдя с поста главного тренера, Эдди остался в системе «Ред Сокс». Специально для него была создана должность исполнительного скаута, которую он занимал с 1974 по 1977 год. Затем Каско был назначен директором по скаутингу, а позже стал вице-президентом по подбору игроков. При нём в команду пришли Роджер Клеменс и Мо Вон. В клубе он работал до своего выхода на пенсию в 1994 году.
В 2010 году он был избран в Зал славы «Бостон Ред Сокс».
Эдди Каско скончался 24 июня 2020 года в возрасте 88 лет.